# Джонсон, Саймон
Саймон Джонсон (англ. Simon H. Johnson; род. 16 января 1963, Шеффилд, Йоркшир) — британо-американский экономист. Профессор Массачусетского технологического института. В 2007—2008 гг. главный экономист МВФ. Удостоен Нобелевской премии по экономике 2024 года вместе с Дароном Аджемоглу и Джеймсом Робинсоном «за исследования формирования институтов и их влияния на благосостояние».

## Биография
Окончил Оксфордский университет (бакалавр экономики и политики). Степень магистра экономики получил в Манчестерском университете. Степень доктора философии по экономике получил в 1989 году в MIT.
Состоял профессором экономики Школы бизнеса Фукуа в Университете Дьюка. Ныне также старший научный сотрудник Института мировой экономики Петерсона.
С марта 2007 года по август 2008 года главный экономист МВФ и директор его исследовательского департамента.
Автор многих работ, публиковался в New York Times, Bloomberg, The Washington Post, The Wall Street Journal, The Atlantic, The New Republic, BusinessWeek, The Huffington Post, The Financial Times, Project Syndicate.
В октябре 2024 года получил Нобелевскую премию по экономике «за исследования формирования институтов и их влияния на благосостояние» вместе с Джеймсом Робинсоном и Дароном Аджемоглу.

## Сочинения
- Саймон Джонсон, Джеймс Квак[англ.] 13 банков, которые правят миром = 13 Bankers: The Wall Street Takeover and the Next Financial Meltdown (2010) / Предисловие В. Геращенко. — Карьера Пресс, 2013. — 384 с. ISBN 979-5-904946-40-1
- Acemoglu, Daron, Simon Johnson. Power and Progress: Our Thousand-Year Struggle Over Technology and Prosperity. — New York: PublicAffairs, 2023.
- Аджемоглу, Д. Власть и прогресс = Power and Progress: Our Thousand-Year Struggle Over technology and Prosperity (2023) / Дарон Аджемоглу, Саймон Джонсон ; [перевод с английского Н. Холмогоровой]. — Москва : Издательство АСТ, 2024. — 544 с. — (Цивилизация и цивилизации). — ISBN 978-5-17-163267-0

## Награды и отличия
- Премия по экономике памяти Альфреда Нобеля (2024)